# Drużynowe Mistrzostwa Świata Par Strongman 2003
Drużynowe Mistrzostwa Świata Par Strongman 2003 – doroczne, drużynowe zawody siłaczy, rozgrywane w zespołach złożonych z dwóch zawodników, reprezentujących ten sam kraj.
Data: 19 lipca 2003 r.

Miejsce:  Węgry

WYNIKI ZAWODÓW:
| Miejsce | Zawodnicy                            | Kraj              | Punkty |
| ------- | ------------------------------------ | ----------------- | ------ |
| 1.      | Jarosław Dymek, Mariusz Pudzianowski | Polska            | 43,5   |
| 2.      | László Fekete, Tibor Mészáros        | Węgry             | 37     |
| 3.      | Jesse Marunde, Mark Philippi         | Stany Zjednoczone | 34     |
| 4.      | Jarno Hams, Peter Baltus             | Holandia          | 33,5   |
| 5.      | Svend Karlsen, Odd Haugen            | Norwegia          | 31     |
| 6.      | Anders Johansson, Benny Wennberg     | Szwecja           | 29,5   |
| 7.      | Matti Uppa, Tomi Lotta               | Finlandia         | 28     |
| 8.      | Heinz Ollesch, Andreas Hoffman       | Niemcy            | 17     |
| 9.      | Bernd Kerschbaumer, Franz Mullner    | Austria           | 15,5   |